# Rachel Sibner
Rachel Sibner (Califórnia, 7 de fevereiro de 1991) é uma atriz norte-americana.
Rachel ficou famosa após atuar como Lisa Zemo em Manual de Sobrevivência Escolar do Ned. Ela fazia uma adolescente que tinha muita alergia, e vivia com roupas feias, já que eram as únicas anti-alérgicas, usava óculos grandes e vivia com remédio pro nariz. Na personagem era apaixonada por Simon Nelson-Cook, interpretado por Daniel Curtis Lee. Depois de um tempo, a personagem se curou da alergia e ficou bem linda. Todos os meninos da escola caíam aos pés delas, inclusive Cookie, por quem ela era apaixonada.